# 紀元前569年
紀元前569年（きげんぜん569ねん）は、西暦（ローマ暦）による年。紀元前1世紀の共和政ローマ末期以降の古代ローマにおいては、ローマ建国紀元185年として知られていた。紀年法として西暦（キリスト紀元）がヨーロッパで広く普及した中世時代初期以降、この年は紀元前569年と表記されるのが一般的となった。

## 他の紀年法
- 干支 : 壬辰
- 日本
  - 皇紀92年
  - 綏靖天皇13年
- 中国
  - 周 - 霊王3年
  - 魯 - 襄公4年
  - 斉 - 霊公13年
  - 晋 - 悼公4年
  - 秦 - 景公8年
  - 楚 - 共王22年
  - 宋 - 平公7年
  - 衛 - 献公8年
  - 陳 - 成公30年
  - 蔡 - 景侯23年
  - 曹 - 成公9年
  - 鄭 - 釐公2年
  - 燕 - 武公5年
  - 呉 - 寿夢17年
- 朝鮮
  - 檀紀1765年
- ユダヤ暦 : 3192年 - 3193年

## できごと

### 中国
- 楚の彭名が陳に侵入した。
- 魯の叔孫豹が晋に赴いた。
- 魯の襄公が晋に赴いた。
- 楚が頓に命じて陳に侵入させたことから、陳軍が頓を包囲した。
- 邾と莒が鄫を攻撃したため、魯の臧紇（臧武仲）が鄫を救援すべく邾に侵入したが、狐駘で敗れた。

## 死去
- 成公 - 陳の君主
- 定姒 - 魯の襄公の生母